# Trg neovisnosti (Kijev)
Trg neovisnosti ili Majdan (ukr. Майдан Незалежності) je glavni i središnji trg u Kijevu. 
Rasprostire se između Hreščatika i ulica Borisa Gričenka, Sofijevske, Male Žitomirske, Kosteljne, Institutske, Arhitektira Gorodeckoga i bulevara Tarasa Ševčenka.
Trg je i jedna od postaja kijevskog metroa.

## Povijest
Za vrijeme različitih političkih opcija trg je nosio razna imena.
- 1869. do 1876. - Trg Hreščatik
- 1876. do 1919. - Palamentarni trg
- 1919. do 1935. - Sovjetski trg
- 1935. do 1941. - Kalininov trg
- 1941. do 1943. - Trg 19. rujna
- 1943. do 1977. - Trg Kalinina
- 1977. do 1991. - Trg oktobarske revolucije

Za vrijeme nezavisne Ukrajine, trg je bio poprište mnogih demonstracija (Narančasta revolucija, protesti 2013./'14., Euromajdan)